# Volkswagen Kommandeurswagen

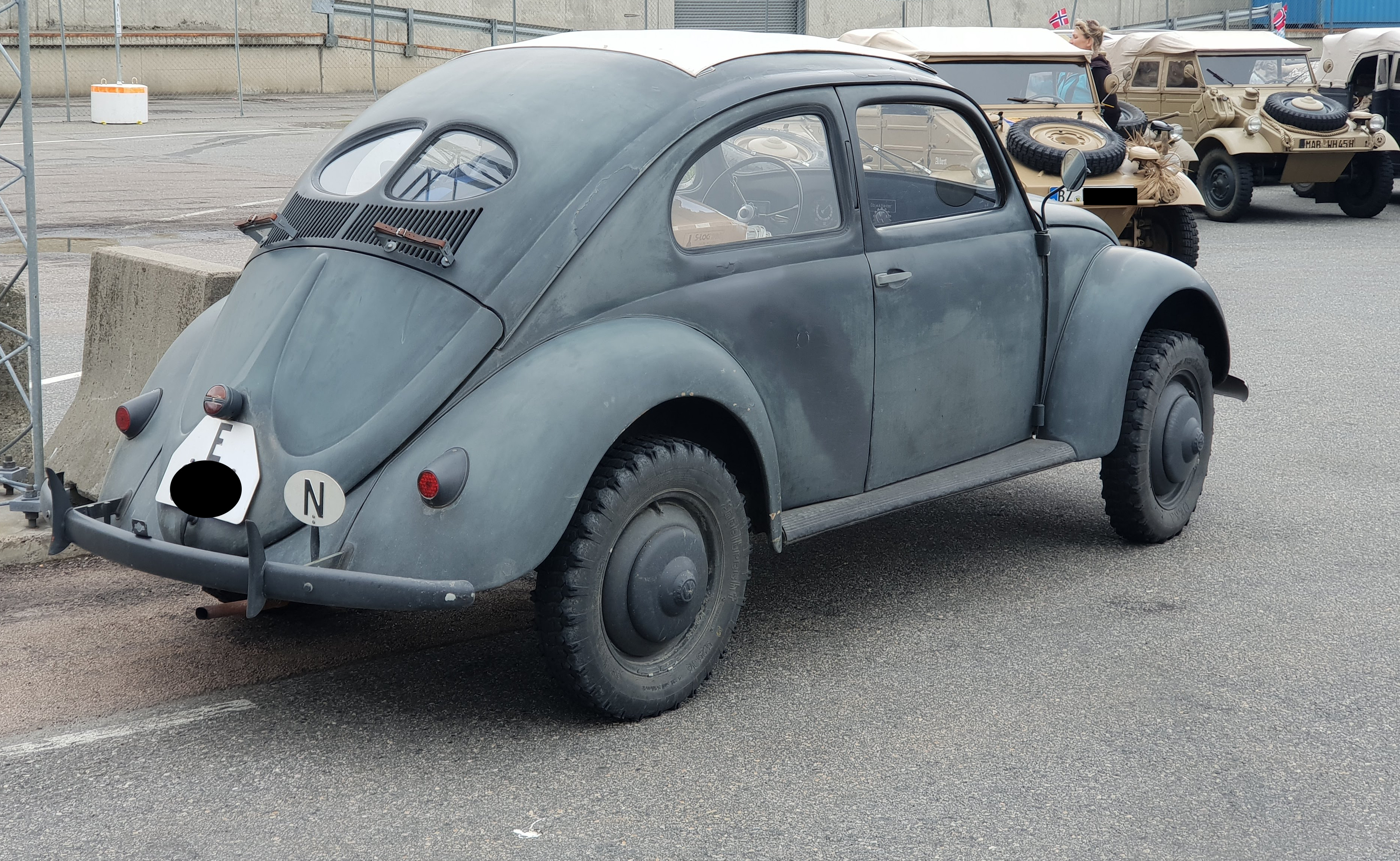
Kommandeurswagen en Oslo, Noruega.

El Volkswagen Typ 87, también llamado Kommandeurswagen (pronunciado en español «Comandersvaguen», refiriéndose al «coche del comandante», en contraposición al nombre «Volkswagen», que significa «coche del pueblo»), era una versión alternativa del Volkswagen Escarabajo con tracción en las cuatro ruedas utilizado por los alemanes en la Segunda Guerra Mundial. Fue fabricado entre 1941 y 1944 en la planta de producción de Volkswagen, principalmente para la Wehrmacht. La Wehrmacht clasificó al Kommandeurswagen como un «leichter geländegängiger PKW, 4-sitziger, 4-radgetriebener Geländewagen Typ 87» (vehículo todoterreno ligero de pasajeros, con 4 plazas, 4x4 tipo 87, en alemán). Monta el mismo eje de transmisión y motor que el Volkswagen Typ 166 Schwimmwagen anfibio. Se fabricaron 564 unidades del Kommandeurswagen; en noviembre de 1946, la planta de producción de Volkswagen fabricó dos vehículos más usando piezas restantes de los almacenes.

## Descripción
El Typ 87 es un todoterreno grande de dos puertas. Su aspecto visual es similar al KdF-Wagen, ya que se usó la misma base que el KdF-Wagen para el Typ 87. Debido a los neumáticos todoterreno de 5¼-16 que montaba, las aletas tuvieron que ensancharse con una tira de metal adicional que se colocó junto al maletero y al capó. Las estriberas también se hicieron más anchas. El maletero, a diferencia del KdF-Wagen que albergaba una rueda de repuesto frente al tanque de combustible, el Typ 87 tenía un depósito adicional de 20 L (5,3 galAm)  (4,4  gal. imp.). La rueda de repuesto la mantenía sobre el tanque de 40 L (10,6 galAm) (8,8  gal. imp.), que sufrió leves modificaciones. El chasis y la carrocería están conectados con tornillos. El Kommandeurswagen tiene techo solar de serie.
Al igual que el VW Typ 166, el Typ 87 tiene un chasis del KdF-Wagen modificado. El travesaño trasero se aumentó en cuanto a dimensiones, para aguantar el peso adicional del eje de transmisión que transmitía la tracción desde el tren delantero. Las rótulas de dirección también se modificaron. Se usó un sistema de cremallera para la dirección. El eje trasero está equipado con marchas reductoras y los diferenciales, tanto delantero como trasero, son bloqueables. Un único disco de embrague transmite el par motor a la caja de 4 velocidades manual, la cual tiene una marcha reductora todoterreno adicional. Esta marcha se activa mediante una palanca independiente, al igual que la tracción delantera. Con la tracción delantera activada, la velocidad máxima es de 10 km/h (6 mph) y el ángulo de escalada de pendiente máximo es de 33,75 °. El Typ 87 tiene un motor refrigerado por aire Otto de 4 cilindros  y una cilindrada de 1 131 cc, con una potencia de 18 kW (24,5 CV).
Las versiones pickup cupé de este modelo se denominaron Volkswagen Typ 93, dichas variantes se produjeron mayormente para unidades militares y de otros servicios de emergencias hasta 1956, fecha en la que se reemplazaron por las Volkswagen Transporter, casi ninguno de ellos ha sobrevivido y algunos de los que sí lo hicieron han sufrido modificaciones enormes que les hace casi indistinguibles de los modelos normales.
Los vehículos que se hicieron para las tropas alemanas de Afrika Korps solían ir avitualladas con equipamiento tropical. El equipamiento tropical protegía el filtro de aire, el carburador y los elementos electrónicos del polvo. Además de eso, los neumáticos de arena formaban parte del equipamiento tropical. Estos neumáticos mencionados se llamaban «Kronprinzräder».

## Ficha técnica
| Motor                             | Motor                                                                                                   |  |
| --------------------------------- | --- |  |
| Diseño de motor                   | Cuatro cilindros opuestos (Otto)                                                                        |  |
| Refrigeración                     | Refrigerado por aire con ventilador                                                                     |  |
| Árbol de levas                    | Un árbol de levas                                                                                       |  |
| Sistema de combustible            | Carburador Solex 26 VF3                                                                                 |  |
| Orden de encendido                | 1, 4, 3, 2                                                                                              |  |
| Diámetro × Carrera                | 75 x 64 mm (3 x 2,5 plg)                                                                                |  |
| Cilindrada                        | 1 131 cm³                                                                                               |  |
| Potencia                          | 18 kW (24 CV) a 3 000 rpm                                                                               |  |
| Transmisión                       | |  |
| Embrague                          | Disco de embrague Fichtel & Sachs K10                                                                   |  |
| Caja de cambios                   | Caja de cambios Porsche de 4 vel. reductora 4x4 y marcha atrás                                          |  |
| Tracción                          | Tracción trasera con diferencial seleccionable para activar la tracción delantera y funcionar como 4x4. |  |
| Chasis                            | |  |
| Estructura                        | Chasis tubular                                                                                          |  |
| Amortiguadores delanteros         | Barra antitorsión                                                                                       |  |
| Amortiguadores traseros           | Barra antitorsión                                                                                       |  |
| Dirección                         | Cremallera                                                                                              |  |
| Sistema de freno                  | Frenos de tambor                                                                                        |  |
| Neumáticos                        | Delanteros y traseros 5,25-16 o 200-16                                                                  |  |
| Dimensiones y pesos               | |  |
| Dimensiones (largo × peso × alto) | 3,83 m (150,8 plg) × 1,62 m (63,8 plg) × 1,72 m (67,7 plg)                                              |  |
| Distancia al suelo                | 255 mm (10,0 plg)                                                                                       |  |
| Distancia entre ejes              | 2,4 m (94,5 plg)                                                                                        |  |
| Ancho de pista                    | Frontal: 1,356 m (53,4 plg) Trasero: 1,36 m (53,5 plg)                                                  |  |
| Radio de giro                     | 5 m (5,5 yd)                                                                                            |  |
| Masa máx. autorizada              | 1240 kg (2734 lb)                                                                                       |  |
| Carga máx.                        | 450 kg (992 lb)                                                                                         |  |
| Datos adicionales                 | |  |
| Consumo                           | 8,5 L/100 km                                                                                            |  |
| Consumo de aceite                 | 0,12 L/100 km                                                                                           |  |
| Tanque de combustible             | 40 L + 20 L adicional                                                                                   |  |
| Velocidad máxima                  | 80 km/h (50 mph)                                                                                        |  |
| Batería                           | Ácido y plomo, 6 V, 75 Ah                                                                               |  |
| Motor de arranque                 | Bosch EED 0,4/6                                                                                         |  |
| Generador                         | Bosch REDK 130/6/2600                                                                                   |  |